# Нейтан Філдер
Нейтан Філдер (англ. Nathan Joseph Fielder; нар. 12 травня 1983) — канадський комік, актор, сценарист і пілот.
Найбільш відомий за серіалом «Нейтан спішить за виручкою» на телеканалі Comedy Central.
Філдер народився в Ванкувер, Британська Колумбія, де його батьки працювали соціальними працівниками. Закінчив Point Grey середню школу. Був членом імпровізаційної комедійної групи в школі, у якій також брав участь комік Сет Роген. Він вивчав бізнес в Університеті Вікторії і отримав ступінь бакалавра комерції в 2005 році.
Після отримання у 2006 винагороди як «видатний канадський комедійний новачок», Філдер став частиною акторського складу комедійного серіалу CBC.
У ньому Філдер зіграв роль Джона Бенджаміна

## Тупий Starbucks Coffee
7 лютого 2014,  кафе під назвою «Тупий Starbucks Coffee» відкрився в Лос-Феліс, Лос-Анджелес. «Тупий Starbucks Coffee» наробило багато галасу у ЗМІ[джерело?].
Пізніше виявилось, що кафе відкрив Нейтан Філдер для одного з випусків «Нейтан спішить за виручкою». На цей момент кафе закрите через те, що не пройшло перевірку санепідемстанції.

## Фільмографія

###### Кіно
| Рік  | Назва українською   | Оригінальна назва   | Роль                         | Примітки               |
| ---- | ------------------- | ------------------- | ---------------------------- | ---------------------- |
| 2006 | Морріс              | Morris              | Сценарист, режисер           | Короткометражний фільм |
| 2010 | Келлі 5-9           | Kelly 5-9           | Режисер                      | Короткометражний фільм |
| 2011 | Шлях туди           | Way Up There        | Сценарист, спів-режисер      | Короткометражний фільм |
| 2012 | Ринок покупця       | Buyer’s Market      | Режисер                      | Короткометражний фільм |
| 2013 |                     | The Web             | Сценарист, режисер, продюсер | Короткометражний фільм |
| 2015 | Різдво              | The Night Before    | Джошуа                       |                        |
| 2017 | Художник-катастрофа | The Disaster Artist | Кайл Вогт                    |                        |

###### Телебачення
| Рік       | Назва українською               | Оригінальна назва                    | Роль                                    | Примітка                                                                                  |
| --------- | ------------------------------- | ------------------------------------ | --------------------------------------- | ----------------------------------------------------------------------------------------- |
| 2007      |                                 | Canadian Idol                        |                                         | Сценарист                                                                                 |
| 2008-2009 |                                 | This Hour Has 22 Minutes             | Нейтан                                  | 9 епізодів                                                                                |
| 2011      | Важливі речі з Деметрі Мартіном | Important Things with Demetri Martin | різні персонажі                         |                                                                                           |
| 2011      | Джон Бенджамін має фургон       | Jon Benjamin Has a Van               | Нейтан                                  | епізодів Сценарист-консультант                                                            |
| 2011      | Час прикидань Ніка Свардсона    | Nick Swardson’s Pretend Time         | Ден Яніс                                | Епізод: «Legalize Meth»                                                                   |
| 2012-2015 | Бургери Боба                    | Bob’s Burgers                        | Джордан/ Нейтан                         | 2 епізода                                                                                 |
| 2013-2014 | П'яна історія                   | Drunk History                        | Боб Вудворд                             | 2 епізода                                                                                 |
| 2013-2015 | Шоу Крола                       | Kroll Show                           | Томмі Ротчильд / Дуглас Дюбуа / Джил    | 3 епізода                                                                                 |
| 2013-2017 | Нейтан поспішає на допомогу     | Nathan for You                       | Нейтан Філдер                           | 31 епізод Сценарист, режисер, виконавчий продюсер                                         |
| 2014      | Ліга                            | The League                           | Еван                                    | Епізод: «When Rafi Met Randy»                                                             |
| 2015      | Сімпсони                        | The Simpsons                         | Дуг Блатнер (озвучка)                   | Епізод: «Sky Police»                                                                      |
| 2015      | Дитяча лікарня                  | Children’s Hospital                  | Меттью Хаузер                           | Епізод: «Sperm Bank Heist»                                                                |
| 2015      | Рік та Морті                    | Rick and Morty                       | Кайл (озвучка)                          | Епізод: «The Ricks Must Be Crazy»                                                         |
| 2015      | Гріндер                         | The Grinder                          | офіцер Коллінз                          | Епізод: «Buckingham Malice»                                                               |
| 2016      | Звіри                           | Animals                              | діджей / лабораторний щур (озвучування) | Епізод: «Rats»                                                                            |
| 2016      | Піф-паф Комедія                 | Comedy Bang! Bang!                   | у ролі самого себе                      | Епізод: «Nathan Fielder Wears a Blue and Grey Flannel and Jeans»                          |
| 2016      | Очевидне                        | Transparent                          | Сет                                     | Епізод: «When the Battle Is Over»                                                         |
| 2017      | На колесах                      | Tour de Pharmacy                     | Стю Ракман                              | Телевізійний фільм                                                                        |
| 2018      | Хто є Америка?                  | Who Is America?                      |                                         | Епізод «104»: Співрежисер Епізод «102»: Співрежисер; Сценарист Також продюсер-консультант |
| 2020      |                                 | How To with John Wilson              |                                         | Виконавчий продюсер                                                                       |

1. ↑  WGA Find a Writer
2. ↑  Nathan Fielder. IMDb. Процитовано 19 листопада 2021.